# Le Franciscain de Bourges
Le Franciscain de Bourges (bra A Odisseia de um Bom) é um filme francês de 1968, dos gêneros drama e guerra, dirigido por Claude Autant-Lara, com roteiro baseado no livro Un fransciscain contre la Gestapo, de Marc Toledano.

## Sinopse
Durante a ocupação da França pela Alemanha nazista na Segunda Guerra Mundial, dois irmãos são interrogados e torturados pela Gestapo e enviados à prisão de Bourges, onde conhecem um soldado alemão que trata humanamente dos presos.

## Elenco
- Hardy Kruger ....... Alfred Stanke
- Jean Desailly ....... Marc Toledano
- Christian Barbier ....... abade Barut
- Reinhard Koldehoff  ....... Basedow
- Suzanne Flon ....... senhora Toledano
- Simone Valère ....... senhora Magnol
- Michel Vitold ....... sr. Magnol
- Béatrix Dussane ....... mulher do dossiê
- Christian Berner ....... Yves